# KOYUKI
KOYUKI（こゆき、2001年 - ）は、日本のギタリスト、作曲家・編曲家。主にアコースティック・ギターを演奏。大阪府出身。

## 人物
カントリー奏法、ギャロッピング、高速アルペジオなど、繊細且つ情熱的な演奏を得意とするフィンガースタイル・ギタリストとして日本を拠点に活動中。その演奏スタイルはチェット・アトキンスやジェリー・リード、トミー・エマニュエルから強い影響を受けている。
幼少の頃に見ていたアニメやブロードウェイのミュージカル『ウィキッド』等の影響から自身の作曲では魔女を題材とすることが多く、また6歳から12歳まではピアノを習っており、ギターとピアノを使う独創的な作曲法とその世界観は、国内外のアーティストからの評価も高い。
自身のYouTubeチャンネルで初めて動画を投稿した（KOYUKIが13歳の頃に演奏・編曲）黒うさP作曲『千本桜』は2025年現在、再生回数が180万回を突破している。

## 来歴
2001年、大阪生まれ。幼少の頃に訪れたディズニーランドで流れていたカントリー・ミュージックに興味を持ち、10歳からギターを弾き始める。
2013年、ギターを弾き始めて僅か10ヶ月後に「フィンガー・ピッキング・デイ」西日本予選フリースタイル部門で三木楽器賞を受賞。同年8月、トミー・エマニュエルのジャパンツアーの大阪公演、トミー本人が客席にいるKOYUKIをステージに招き入れ、 飛び入りで2曲演奏。
2014年、「フィンガー・ピッキング・デイ」西日本大会にて審査員特別賞を大会史上最年少受賞。
2015年、「フィンガー・ピッキング・デイ」関西大会にて優秀賞受賞を大会最年少受賞。さらに全国大会でも大会史上最年少で入賞を果たした。
同年10月、トミー・エマニュエルのジャパンツアーの大阪公演にて再びステージに招かれ2曲演奏する。
2021年6月、EP『Green Witch』で全世界配信デビュー。
同年10月、ピーター・バラカンが監修する音楽フェスティバル「Peter Barakan's LIVE MAGIC! 2021 ONLINE」に出演。
2022年4月、ユネスコと、その親善大使をつとめるピアニストのハービー・ハンコック、さらに教育機関の「ハービー・ハンコック・インスティテュート・オブ・ジャズ」が共同で運営するジャズの祭典「国際ジャズ・デイ（International Jazz Day）」のショーケースライヴに参加。
同年10月、赤坂に位置する複合施設アークヒルズとサントリーホールが主催する音楽祭「ARK Hills Music Week 2022」に出演。
2025年4月、1stフルアルバム『KOYUKI ~Country & Witch~』で初のCDをリリース。

## 使用機材
アコースティック・ギター
- Martin（マーティン）
  - O-18 1953 - ファーストギターは父親から譲り受けた1953年製のヴィンテージギター。
- Maton Guitars（メイトン・ギターズ）
  - KOYUKI CUSTOM 2022 - 元メイトン・ギターズのマスター・ルシアーであるアンディ･アレンが手がけたカスタムギター。

ギター弦
- Savarez（サバレス）

## 出演

### テレビ
- しおこうじ玉井詩織×坂崎幸之助のお台場フォーク村NEXT  第150夜（フジテレビNEXT、2023年11月9日）[16]

### ラジオ
- PRIME STYLE SATURDAY内 “Martin Times〜it’s a beautiful day” 8月度マンスリーゲスト（FM COCOLO、2021年8月7日 - 28日）[17]
- PRIME STYLE SATURDAY（FM COCOLO、2021年10月16日、2023年5月20日）[18]
- Lazy Sunday（InterFM897、2021年10月24日）[19]

### WEB
- au KDDI「#ハタチが未来をつなぐぞ」プロジェクト（2022年1月）[20]

- TEDx Talks（2023年11月）[21]